# Schiffahrtsmuseum der oldenburgischen Unterweser

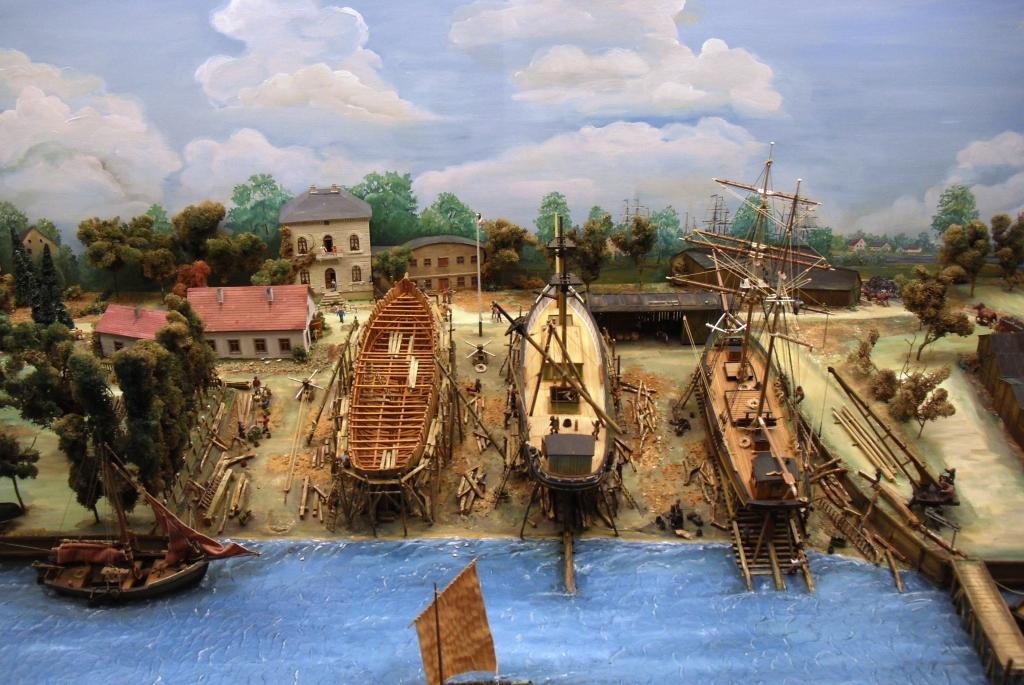
Modell einer typischen Werft für den Bau von Holzschiffen um 1870 an der Weser im Braker Schiffahrtsmuseum Unterweser

Das Schiffahrtsmuseum der oldenburgischen Unterweser (Kurzbezeichnung Schiffahrtsmuseum Unterweser oder auch Schiffahrtsmuseum Brake) ist ein Museum zur Geschichte der oldenburgischen Schifffahrt in Brake mit einer Außenstelle in der ehemaligen Villa Steenken in Elsfleth. Der Schwerpunkt der Ausstellungen liegt auf der Seefahrtsgeschichte des 19. und frühen 20. Jahrhunderts im Großherzogtum und späteren Freistaat Oldenburg. Besondere Aufmerksamkeit wird der Pflege der Erinnerung an Konteradmiral Karl Rudolf Brommy gewidmet, dem Chef der Reichsflotte, die zeitweilig in Brake stationiert war. Das Museum wird vom gleichnamigen Trägerverein betrieben und ist Mitglied im Verbund der Museen der Wesermarsch.

## Geschichte
Bereits 1929 wurde in Brake die Errichtung eines Heimatmuseums geplant, das über eine Abteilung für Schifffahrtsgeschichte verfügen sollte. Konkrete Überlegungen für ein Schifffahrtsmuseum entstanden jedoch erst um 1955 anlässlich des bevorstehenden 100-jährigen Jubiläums zur Stadtgründung von 1856. Parallel dazu gab es in Elsfleth Überlegungen, ebenfalls ein Schifffahrtsmuseum einzurichten. Als sich die Realisierung des Museums in Brake abzeichnete, verzichtete Elsfleth auf die Gründung eines eigenen Museums, um eine Aufsplitterung der Erinnerungskultur auf der oldenburgischen Unterweserseite zu vermeiden.
Die konkreten Planungen für das Museum übernahm der eigens gegründete Museumsverein auf Initiative von Friedrich Carstens, der auch der erste Leiter des Museums wurde. Der ursprünglich geplante Name Oldenburgisches Schiffahrtsmuseum in Brake wurde aufgrund einer Intervention der Regierung des damaligen Verwaltungsbezirks Oldenburg nicht angenommen.
Die Einweihungsfeier für das Museum fand am 24. April 1960 in der Turnhalle in der Haasenstraße statt; anschließend wurde das Museum im Braker Telegraphen eröffnet. In den ersten zehn Jahren ruhte die Arbeit im Museum wesentlich auf den Schultern des Museumswärters und Hausmeisters Friedrich Heidemann, der auch Führungen veranstaltete und ein anerkannter Bauer von Buddelschiffen war.
Anfang der 1990er Jahre wurde eine strukturelle Veränderung des Museumscharakters von einem Heimatmuseum hin zu einer wissenschaftlichen Institution eingeleitet. 2009 beschloss der Trägerverein die Umbenennung des Museums in Schiffahrtsmuseum der oldenburgischen Unterweser. Informell wurde und wird das Museum kurz als Schifffahrtsmuseum Brake bezeichnet.

### Museumsleiter
- Friedrich Carstens (1960–1975, ehrenamtlich)
- Carl Hermann Reinecke (1975–1987, ehrenamtlich)
- Jürgen Hoops (1988–1993, ehrenamtlich)
- Johannes Lachs (1993/94, hauptamtlich)
- Klaus Müller (1994–2002, ehrenamtlich)
- Martina Röben (2002/03, hauptamtlich)
- Carsten Jöhnk (2004–2009, hauptamtlich)
- Christine Keitsch (seit 2009, hauptamtlich)

## Räumlichkeiten und Ausstellungen

### Der Telegraph in Brake

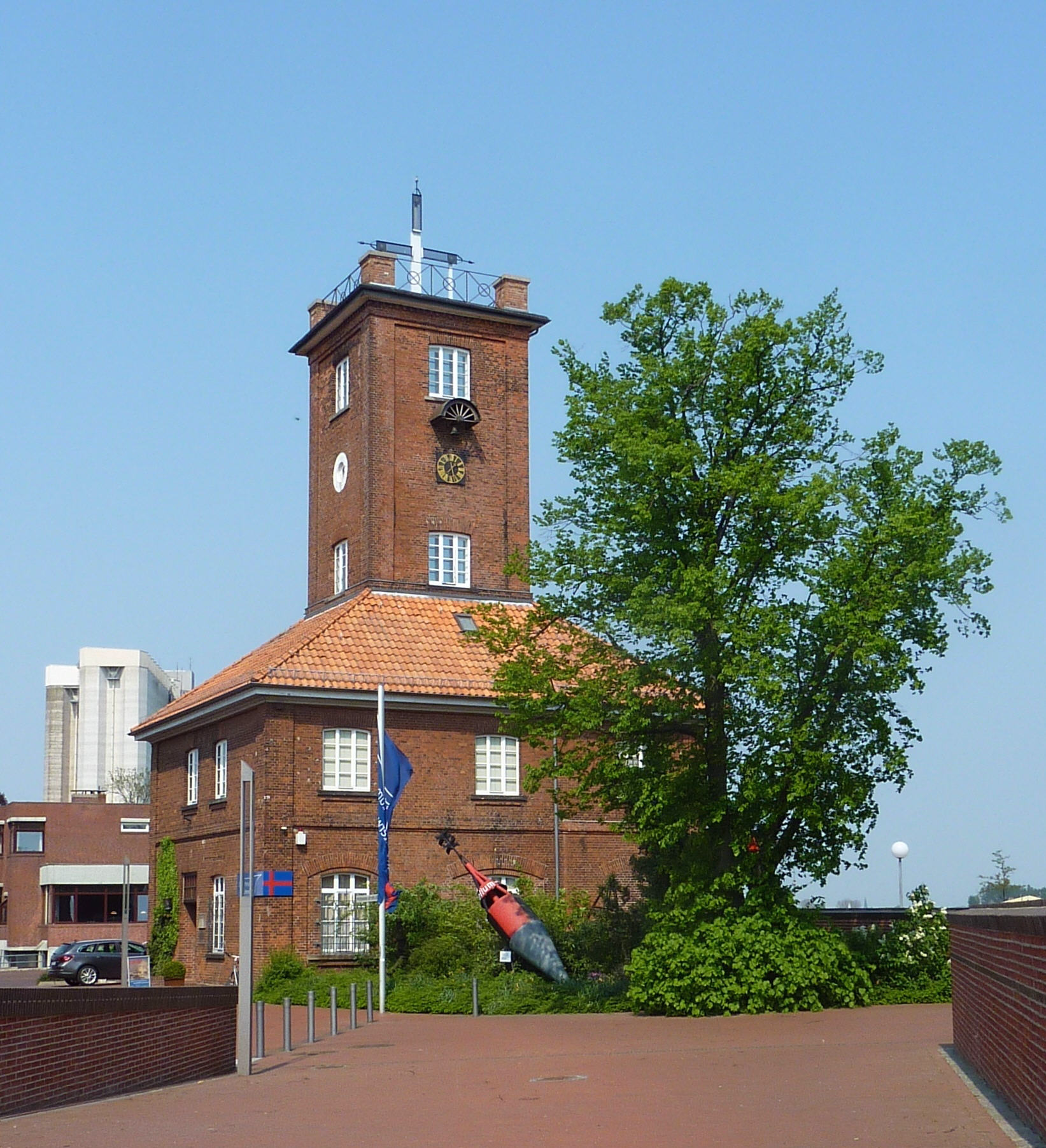
Braker Telegraph

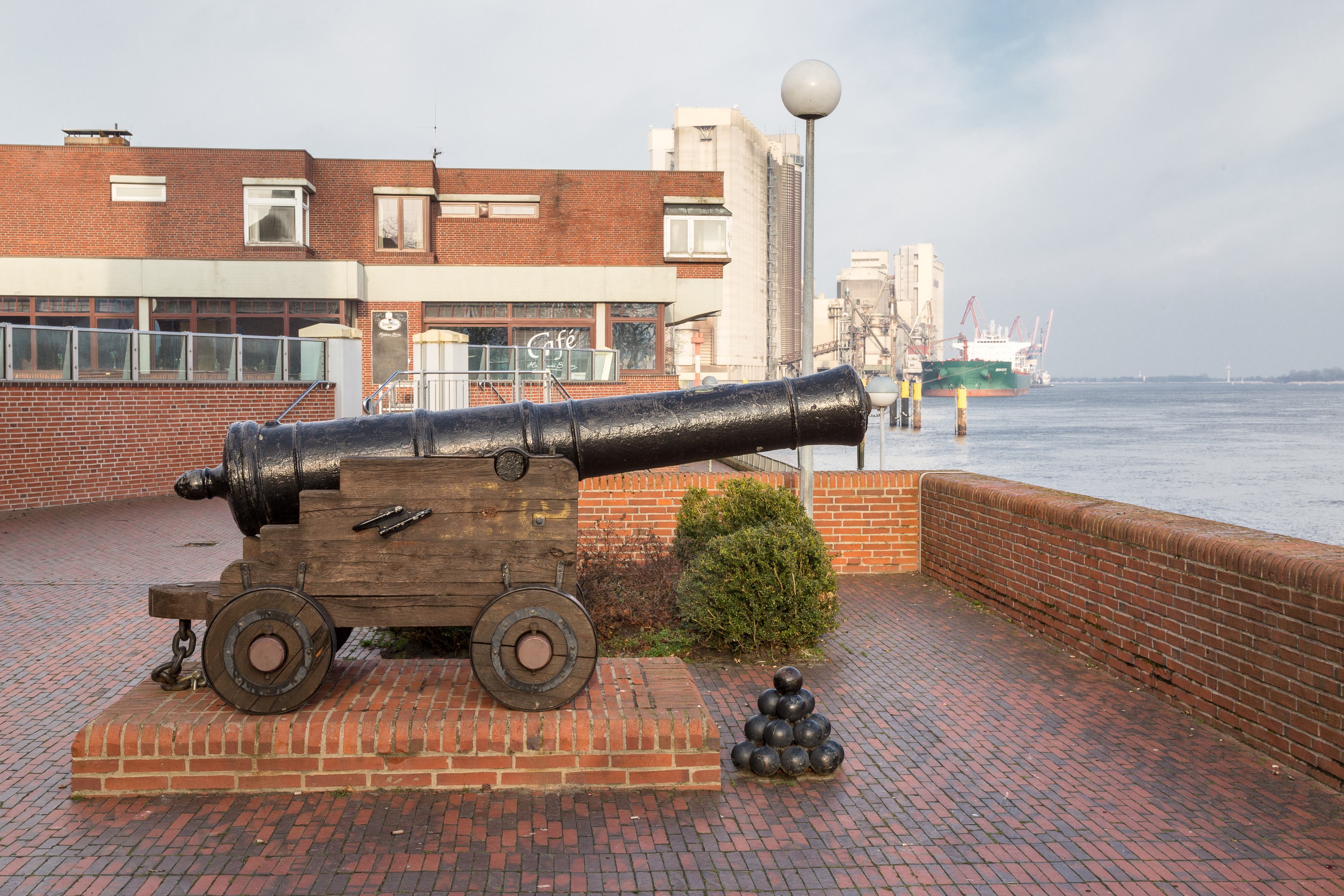
Kanone beim optischen Telegrafen

Im 1846 von Otto Lasius errichteten Telegraphen an der Kaje 8 befindet sich seit der Gründung des Museums 1960 ein bedeutender Teil der Dauerausstellung. Von Mai 2013 bis September 2014 war das Gebäude aufgrund umfangreicher denkmalbaulicher Instandsetzungsarbeiten sowie einer Überarbeitung der Dauerausstellung geschlossen. Seit dem 27. September 2014 ist das Stammhaus des Museums wieder geöffnet.
Im Außenbereich an der Stadtkaje befinden sich die Nachbildung eines historischen Schiffsmastes, ein Stockanker des 1849 vor Eckernförde versenkten dänischen Linienschiffs Christian VIII. (Leihgabe des Deutschen Museums München) sowie eine Kanone des Denkmals von Herzog Friedrich Wilhelm von Braunschweig-Wolfenbüttel als Leihgabe der Stadt Elsfleth.

### Haus Borgstede & Becker in Brake

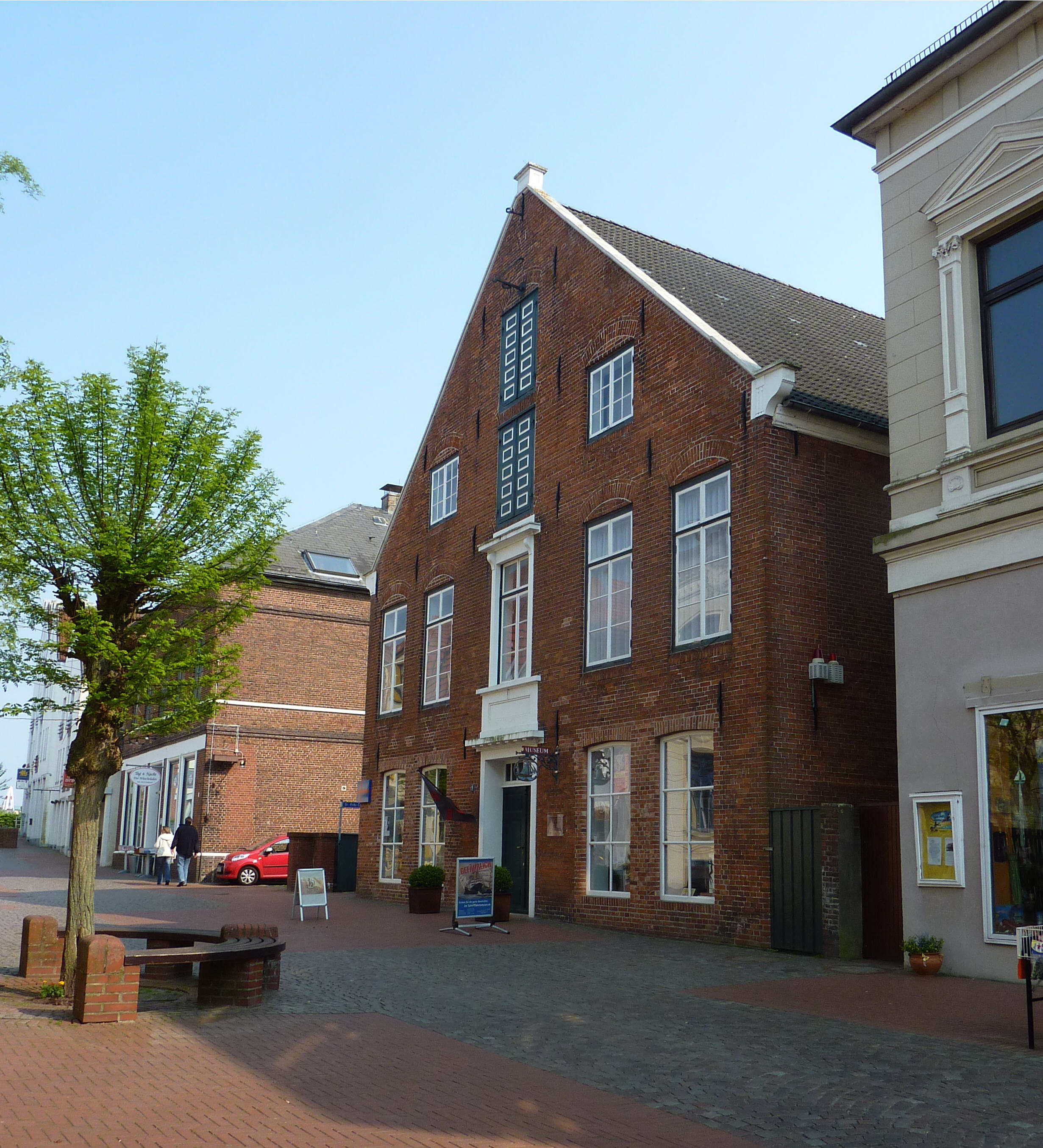
Haus Borgstede & Becker

Das Haus Borgstede & Becker, Breite Straße 9, wurde am 15. März 1985 im Beisein des niedersächsischen Ministerpräsidenten Ernst Albrecht eingeweiht.
Im Erdgeschoss befinden sich ein Schiffsausrüsterladen aus der Zeit von ca. 1910 bis ca. 1930, ein Veranstaltungsraum mit einer Bühne, das so genannte ostfriesische Fliesenzimmer aus dem Jahr 1791, ein Sonderausstellungsraum sowie eine Ausstellung zur Handelsgeschichte.
Im 1. Stock existieren Ausstellungsbereiche zur Dampfschifffahrt, zur Reichsflotte, zu Konteradmiral Karl Rudolf Brommy, zur Schulschifffahrt, zu Seeamtsverhandlungen und nautischen Instrumenten, zum Lotsenwesen und zur Kartografie. Außerdem befinden sich hier Messinstrumente und Galionsfiguren.
Im 2. Stock befinden sich Ausstellungsbereiche zu Werften (z. B. ein Diorama der Braker Oltmanns-Werft um 1850), Halbmodelle, Segelmacher, Blockmacher, Schiffsschmied, Reepschläger und Takler sowie die Museumspädagogik und das Arbeitszimmer des Braker Schriftstellers Georg von der Vring (1889–1968, Hauptwerk Soldat Suhren).
Zum Museum gehört auch das 1835 gebaute Packhaus, Dr. Fritz-Carstens-Weg 1, in dem sich seit 2001 die Verwaltung, das Archiv, die Bibliothek, ein Magazin und die Werkstatt befinden.

### Haus Elsfleth

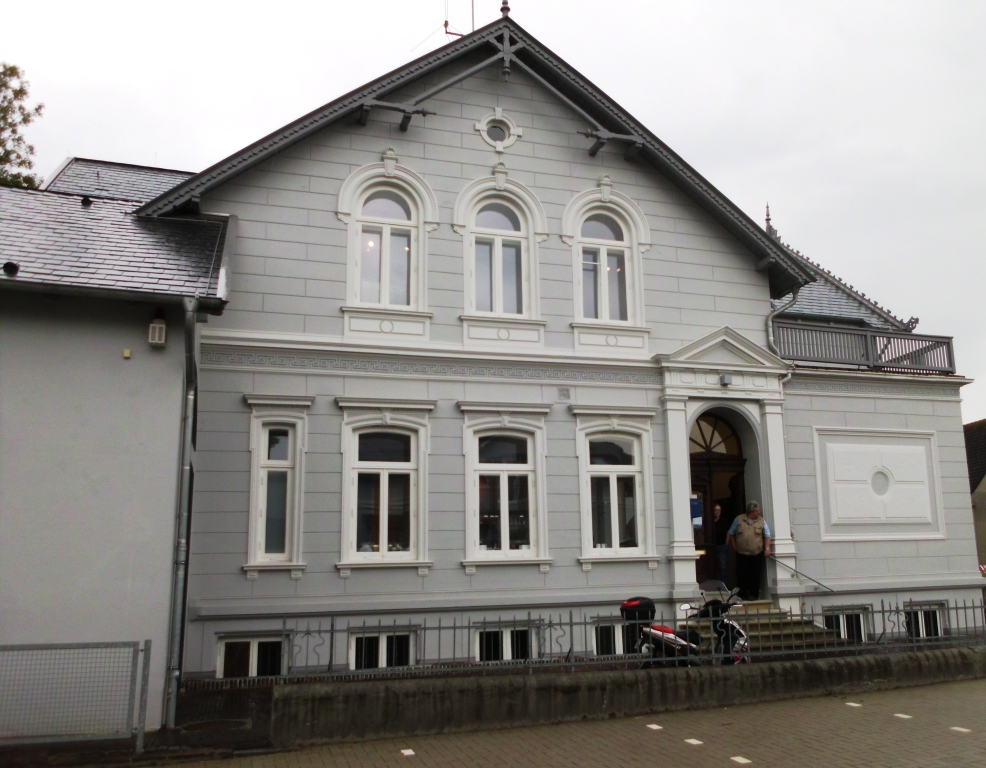
Das Haus Elsfleth

Die Abteilung Haus Elsfleth wurde am 14. März 2010 eröffnet und befindet sich in der ehemaligen Villa Steenken in der Weserstraße 14 in Elsfleth, die dem Museum von dem Elsflether Reeder Horst Werner Janssen zur Verfügung gestellt wurde.
Themenbereiche sind die maritime Tradition der Stadt Elsfleth, maritime Vereinigungen, Reeder in der Region, Seeschifffahrtsstraße Weser, Fischfang (darunter die Geschichte der Elsflether Heringsfangflotte), nautische Ausbildung an der Elsflether Seefahrtsschule, Frauen an Bord, Chronometer der 1878 in Elsfleth gegründeten Firma Wempe Chronometerwerke, Rekonstruktion einer Schiffsbrücke sowie Schiffbau und Werften in der Region.

## Bibliothek und Archiv
Das Museum verfügt über eine eigene Bibliothek mit aktuell 5.412 Bänden. Das hauseigene Archiv hat 35 Systemgruppen, in dem bis Ende April 2012 2.146 Dokumente verzeichnet waren.

## Schriftenreihe
In der Schriftenreihe des Museums sind bisher erschienen:
- Band 1: Friedrich-Wilhelm Brandt: Fähren der Unterweser, Oldenburg 1993.
- Band 2: Jürgen Meyer (Hrsg.): Oldenburger Schiffahrtschronik. Beiträge zur maritimen Geschichte von Brake und Elsfleth 1870-1930, Oldenburg 1996.
- Band 3: Manfred Sell (Hrsg.): Alles im Kasten. Schiffe zwischen Gips und Glas, Oldenburg 1996 (Begleitband zur Sonderausstellung).
- Band 4: Albrecht Eckhardt/Detlev P. Gross: Brommy und Brake, Oldenburg 1998.
- Band 5: Monika und Ingo Meyer-Haßfurther: Sterne schießen. Nautische Instrumente 1680-1910, Oldenburg 1998 (Begleitband zur Ausstellung).
- Band 6: Carsten Jöhnk: Ein Sachse erobert die Weltmeere. Admiral Brommy zum 200. Geburtstag, Oldenburg 2004.
- Band 7: Erwin Wagner: Carl Rudolph Brommy (1804–1860) als Marineoffizier in Griechenland (1827–1849). Oldenburg 2009.
- Band 8: Albrecht Eckhardt: Das Schiffahrtsmuseum der oldenburgischen Unterweser 1960–2010.
- Band 9: Heinz D. Janssen: Werkzeuge der Holzbootsbauer und Schiffszimmerleute. Bremen 2013.